# Hat Yai
Hat Yai est une ville de la région Sud de la Thaïlande, dans la province de Songkhla.C'est la ville la plus importante du Sud, et la quatrième du pays en population, bien qu'elle n'ait d'autre statut administratif que celui de municipalité. Sa population est de 157 000 habitants, avec une forte proportion de Chinois et de Yawi (Malais) musulmans.
Elle est étroitement associée au chef-lieu de la province, Songkhla au sein de l'Aire métropolitaine Hat Yai-Songkhla. Songkhla, distante d'une trentaine de km, est la ville administrative et culturelle, tandis qu'Hat Yai est la ville commerciale et industrielle, une importante destination pour les Chinois de Malaisie voisine.

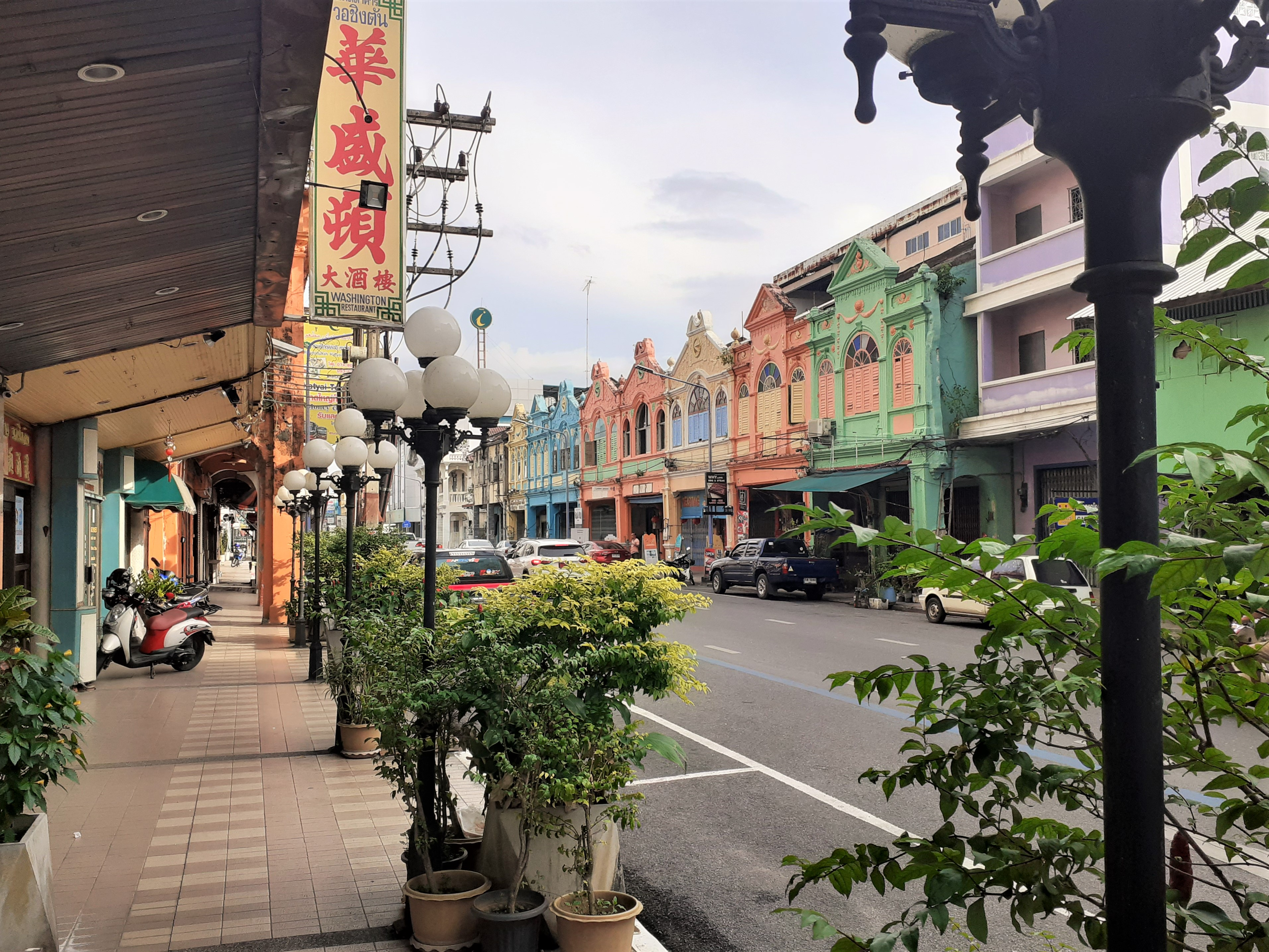
Compartiments chinois (Shophouses) du centre ville, Napatuthit 1 Rd

Elle dispose de l'important aéroport international de Hat Yai.